# أماندا دافين
أماندا دافين (بالسويدية: Amanda Davin)‏ هي ممثلة سويدية، ولدت في 12 أبريل 1992.

## وصلات خارجية
- أماندا دافين على موقع IMDb (الإنجليزية)
- أماندا دافين على موقع ألو سيني (الفرنسية)
- أماندا دافين على موقع أول موفي (الإنجليزية)
- أماندا دافين على موقع قاعدة بيانات الأفلام السويدية (السويدية)
- أماندا دافين على موقع قاعدة بيانات الفيلم (الإنجليزية)
- أماندا دافين على موقع كينوبويسك (الروسية)